# C'mon and Love Me
C'mon and Love Me è un brano del gruppo hard rock statunitense Kiss, pubblicato per la prima volta nell'aprile del 1975, all'interno del terzo album.

## Tracce
- Lato A: C'mon and Love Me
- Lato B: Gateway

## Formazione
- Paul Stanley - chitarra ritmica, voce 
 (intro di chitarra)
- Gene Simmons - basso, cori
- Ace Frehley - chitarra solista, cori
- Peter Criss - batteria, cori